# Midrashah
Midrashah (in ebraico מדרשה תורנית לנשים‎?, plur. midrashot) si riferisce ad un istituto di studi della Torah per donne. In Israele, è spesso un'istituzione ortodossa che riunisce solo donne ed è quasi equivalente alla yeshivah per uomini. Il termine è spesso tradotto con 'seminario'. Negli Stati Uniti, il termine è usato anche per riferirsi a programmi di studi ebraici coeducativi (misti). In Israele, una midrashah che offra studi di laurea viene a volte chiamata machon (istituto). Alcune "midrashot" accettano sia uomini che donne, come per esempio la Ein Prat Midrasha a Israele.

## Etimologia
La parola "midrasha" si basa sul termine beit midrash, "casa di studio".  È una parola imparentata con l'araba "madrasa," anch'essa riferentesi ad un luogo di apprendimento e studio.

## Struttura

### Midrashot per donne
Le  Midrashot variano i programmi di studio e i rispettivi curricula socio-filosofici. Gli istituti più liberali spesso pongono maggiormente l'accento sullo studio del Talmud stesso, come negli istituti maschili (yeshivot), mentre i più conservatori tendono invece ad incorporare solo le selezioni del Talmud nel contesto delle lezioni sulla Bibbia ebraica, filosofia ebraica, etica ebraica e legge ebraica. La maggior parte delle midrashot in quest'ultima categoria sono modellate sul seminario di formazione per insegnanti "Beis Yaakov" istituito da Sarah Schenirer.
Molte ragazze ortodosse frequentano una midrashah in Israele per un anno o più, dopo il liceo. Alcune midrashot} sono fatte specialmente per coloro che sono diventate osservanti.
La maggioranza delle midrashot per studentesse anglofone sono accreditate dalle università americane. Alcune offrono programmi del secondo anno con classi di studi religiosi al mattino e lezioni di studi generali nel pomeriggio, permettendo quindi alle studentesse di ottenere simultaneamente un'istruzione religiosa e generica per raggiungere la prima laurea. In Israele, molti dei collegi religiosi di formazione per insegnanti offrono anche un programma di studi religiosi insieme a quelli di laurea.

### Scuole miste Midrashot
Mentre il programma tipico di una scuola ebraica si concentra sull'istruzione di giovani prima del loro Bar/Bat Mitzvah, gli studenti che desiderano continuare la propria educazione nella scuola secondaria/superiore si iscrivono ad una Midrashah.